# 歐漢姬
歐漢姬，原名：歐陽植宜，活躍於20世紀40年代的粵劇二幫花旦，她曾當「花旦皇」芳艷芬的私人秘書。1960年9月7日上午10時45分與服務香港政府的翻譯官麥景潤先生在九龍婚姻註冊處登記結婚；當天下午5時25分乘搭英國海外航空公司（英航的前身）往日本首都東京渡蜜月兩星期。歐漢姬亦是香港電影女明星及監制，銀幕處女作《花月又重圓》（1952年，飾演三姑娘）至《麗鬼冤仇》（1959年，監制），參予約50齣電影。

## 電影

### 演出作品
- 到處惹人憐（1952年）
- 摩登新娘（1952年）
- 歌唱新夜吊白芙蓉（1952年）
- 花月又重圓（1952年）
- 龍鳳呈祥（1953年）
- 大觀園（1954年）

### 監製作品
- 馬票女郎（1958年）
- 胡不歸（1958年）
- 梁祝恨史（1958年）
- 喜滿人間福滿棠（1958年）
- 麗鬼冤仇（1959年）
- 花開並蒂蓮（1959年）
- 女兒香（1959年）
- 冤枉相思（1959年）
- 血淚洗殘脂（1959年）